# ديسفلوران
ديسفلوران (1,2,2,2-رباعي فلور إيثيل ثنائي فلورو ميثيل إيثر) وهو إيثر ميثيل وإيثيل عالي الفلور يستعمل في المحافظة على التخدير العام. يشبه ديسفلوران أدوية هالوثان وإنفلوران وآيزوفلوران، حيث يوجد على شكل مزيج راسيمي (R) و(S) من المصاوغات المرآتية. وقد عوض كل من ديسفلوران وسيفوفلوران بشكل تدريجي عن آيزوفلوران في الاستعمال البشري، باستثناء بعض الدول النامية، لأن تكلفته العالية تعرقل استعماله. ويعد ديسفلوران أسرع دواء تخدير بالاستنشاق في بدء العمل ونهايته في التخدير العام بسبب ذوبانه المنخفض في الدم.

## علم الأدوية
يعرف عن ديسفلوران بأنه يعمل بصفته معدل تفارغي إيجابي لمستقبل غاباأ ومستقبل غليسين، كما أنه معدل تفارغي سلبي لمستقبل نيكوتين أستيل كولين، بالإضافة إلى أنه يؤثر على القنوات الأيونية ذوات الربائط الأخرى.

## ستيريوشيميستري
تولفابتان هو راسيمات، أي خليط 1: 1 من إينتيوميرس التالية:
| إنانتيوميرس ديسفلوران | إنانتيوميرس ديسفلوران |
| --------------------- | --------------------- |
| (R)-جزيئي             | (S)-جزيئي             |

## الخواص الفيزيائية
| نقطة الغليان :          | 23.5درجة حرارة مئوية أو 74.3فهرنهايت | (في 1 جو)         |                 |
| الكثافة :               | 1.465 غم/سم³                         | (في درجة 20 °C)   |                 |
| الكتلة الجزيئية :       | 168                                  |                   |                 |
| ضغط البخار:             | 88.5 باسكال (وحدة)                   | 672 ميليمتر زئبقي | (في درجة 20 °C) |
|                         | 107 باسكال (وحدة)                    | 804 ميليمتر زئبقي | (في درجة 24 °C) |
| معامل توزيع دم/غاز:     | 0.42                                 |                   |                 |
| معامل التوزيع زيت/غاز:  | 19                                   |                   |                 |
| التركيز السنخي الأدنى : | 6 حجم %                              |                   |                 |